# Cantone di Castelnau-Magnoac
Il Cantone di Castelnau-Magnoac era una divisione amministrativa dell'arrondissement di Tarbes.
A seguito della riforma approvata con decreto del 25 febbraio 2014, che ha avuto attuazione dopo le elezioni dipartimentali del 2015, è stato soppresso.

## Composizione
Comprendeva i comuni di:
- Aries-Espénan
- Arné
- Barthe
- Bazordan
- Betbèze
- Betpouy
- Campuzan
- Castelnau-Magnoac
- Casterets
- Caubous
- Cizos
- Devèze
- Gaussan
- Guizerix
- Hachan
- Lalanne
- Laran
- Larroque
- Lassales
- Monléon-Magnoac
- Monlong
- Organ
- Peyret-Saint-André
- Pouy
- Puntous
- Sariac-Magnoac
- Thermes-Magnoac
- Vieuzos
- Villemur